# Moskiewski stróżujący
Moskiewski stróżujący (oryginalna nazwa ros. московская сторожевая [moskowskaja storożewaja]) – rasa psa zaliczana do grupy molosów w typie górskim. Nie podlega próbom pracy. 

## Rys historyczny
Po II wojnie światowej wraz z powracającą Armią Czerwoną napłynęła do Związku Radzieckiego znaczna liczba psów jako zdobycz wojenna. W drugiej połowie lat 40. XX wieku władze radzieckie dążyły do uzyskania rodzimych ras dla potrzeb wojska i milicji. W kilku ośrodkach rozpoczęto prace hodowlane w oparciu o doświadczenia radzieckich kynologów i genetyków. W ten sposób powstał między innymi czarny terier rosyjski, dog moskiewski oraz moskiewski stróżujący. 
Moskowskaja storożewaja to efekt krzyżówek międzyrasowych owczarka kaukaskiego i bernardyna z kilkoma innymi rasami. Użycie bernardyna motywowano jego inteligencją, podatnością na szkolenie oraz eksterierem, a kaukaza – wszechstronnością i odpornością na klimat ostrych radzieckich zim. Spośród osobników potomnych bezwzględnie eliminowano te, które wykazywały niepożądane cechy ras wyjściowych: charakterystyczne dla bernardynów luźne powieki, problemy ze stawami i flegmatyczny temperament, oraz nadmierną agresję i pobudliwość owczarków kaukaskich.

## Klasyfikacja
W 1985 roku opracowano wzorzec rasy i moskiewski stróżujący został oficjalnie uznany przez organizację zrzeszającą hodowców psów (РКФ – Российская кинологическая федерация) jako rasa psa. Od tej pory zaprzestano jego krzyżowania z psami innych ras. W kwietniu 1992 roku wprowadzono zmiany we wzorcu rasy. Aktualnie obowiązujący wzorzec zatwierdzono w 1997 roku. 

## Wygląd
Pies dużego wzrostu, masywny, w typie mastifa. Muskulatura dobrze rozwinięta. Głowa masywna i szeroka, z wyraźnie zaznaczonym stopem. Psy mają masywniejszą budowę niż suki. 

### Szata i umaszczenie
Barwa to przewaga koloru białego w płowe (różne odcienie) i brązowe łaty. Chroni go długa, dwuwarstwowa szata.

## Zachowanie i charakter
Moskiewski stróżujący jest psem aktywnym i zwinnym, posłusznym, ale pewnym siebie. Ma zrównoważony temperament i silnie rozwinięty instynkt terytorialny.
Pies tej rasy powinien koniecznie przejść przynajmniej podstawowe szkolenie w zakresie posłuszeństwa. Nie toleruje osób obcych ani obcych psów. Sprowokowany będzie walczył do upadłego. Ma dobry kontakt z dziećmi, ale muszą to być koniecznie dzieci właściciela czy przewodnika.

## Użytkowość
Zarówno dawniej, jak i dziś, jest to pies stróżująco-obronny. Nie jest to jednak pies polecany do miasta, bo najlepiej czuje się na ogrodzonym terenie podmiejskim lub na wsi. Dobrze wyszkolony, może służyć jako pies-towarzysz, pies obronny i stróżujący.

## Zdrowie i pielęgnacja
Odporny na zmienne warunki klimatyczne, może przebywać poza domem przez cały rok. W upalne dni, schronienie przed słońcem jest konieczne, gruba sierść izoluje ciepło.

## Popularność
Do końca XX wieku rasa znana była jedynie w krajach byłego Związku Radzieckiego. Obecnie zyskuje popularność poza ich granicami. Dotarła także do Stanów Zjednoczonych. Rosyjska federacja kynologiczna podjęła starania o zarejestrowanie moskiewskiego stróżującego w Międzynarodowej Federacji Kynologicznej (FCI).

## Prawo
W Polsce moskiewski stróżujący został ujęty w wykazie ras psów uznawanych za agresywne.